# 2 euro
2 euro-mønten er den euromønt der har den højeste værdi. I modsætning til de andre euromønter må hvert land i eurozonen gerne præge en 2 euromønt som erindringsmønt pr. år. Mønterne har desuden forskellige randindskrifter. På erindringsmønterne er det altså kun fællessiden, som ikke må ændres.
Mønten har en diameter på 25,75 mm, er 2,20 mm tyk og vejer 8,5 gram. Møntens inderste del består af nikkelmessing og dens yderste del består af kobbernikkel.

## Fællessiderne

### De nationale sider
En ny regel kræver at der skrives landets navn eller forkortelsen af navnet på alle euromønterne, derfor ændres nogle nationale sider efterhånden. Finland og Belgien har allerede ændret deres nationale sider.

## Erindringsmønter

### 2007

#### Romtraktaten2007
For at markere 50-året for underskrivelsen af romtraktaten udgav alle eurolandene i EU en fælles jubilæumsmønt. Hvert land skulle skrive deres eget lands navn, "Europa" og "Romtraktaten" på deres officiel(le) sprog eller et sprog de selv valgte f.eks. latin for Belgiens vedkommende.

## Fremtidige nationale 2 euromønter
Disse lande har endnu ikke opfyldt kriterierne for at indføre euroen endnu, men de har allerede besluttet, hvordan deres euromønter kommer til at se ud.